# Merionoeda cariniger
Merionoeda cariniger är en skalbaggsart som beskrevs av Holzschuh 2008. Merionoeda cariniger ingår i släktet Merionoeda och familjen långhorningar. Inga underarter finns listade i Catalogue of Life.